# Ohad Kadusi
Ohad Kadusi (in ebraico אוהד קדוסי‎?; 24 settembre 1984) è un ex calciatore israeliano, di ruolo attaccante.